# Ясеница (гмина)
Ясеница (пол. Jasienica) — сельская гмина (волость) в Польше, входит как административная единица в Бельский повет (силезский), Силезское воеводство. Население — 20 648 человек (на 2006 год).

## Демография
| Перепись                       | Всего   | Всего | Женщины | Женщины | Мужчины | Мужчины |
| ------------------------------ | ------- | ----- | ------- | ------- | ------- | ------- |
| Единицы                        | человек | %     | человек | %       | человек | %       |
| Население                      | 20 648  | 100   | 10 513  | 50,92   | 10 135  | 49,08   |
| Плотность населения (чел./км²) | 225,4   | 225,4 | 115     | 115     | 110,4   | 110,4   |

## Соседние гмины

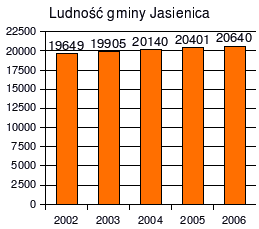
Гмина Ясеница

1. Бельско-Бяла
2. Гмина Бренна
3. Гмина Хыбе
4. Гмина Чеховице-Дзедзице
5. Гмина Явоже
6. Гмина Скочув